# Emma Baeri
Emma Baeri (Palermo, 11 de julio de 1942) es una historiadora y ensayista feminista siciliana. Ha desempeñado un papel activo en la organización de la acción política feminista y la vida literaria en Italia junto con su carrera académica. 

## Biografía
Emma Baeri Parisi es hija de Ernesto Baeri, ingeniero eléctrico, y Maria Parisi. Durante su infancia vivió en Agrigento, una ciudad con la que estableció una fuerte relación emocional, y también en Piazza Armerina.  Siendo todavía una niña, se mudó a Catania con su familia en 1951. 
En 1960 obtuvo su diploma de escuela secundaria en el Liceo Mario Cutelli Classical de Catania. En 1968 se graduó con un título en ciencias políticas en la Universidad de Catania con una tesis sobre la historia de las doctrinas políticas en las reformas educativas en Sicilia en la segunda mitad del siglo XVIII. Fue investigadora e instructora de historia moderna en la misma facultad de 1972 a 2007. 

## Actividad política profesional
El feminismo marcó un hito en su vida política, intelectual y personal. En diciembre de 1975 comenzó su carrera política en el movimiento feminista: en el colectivo Differenza Donna (Mujeres diferentes); más tarde, practicó la política "dentro-fuera", dentro del grupo y en las luchas de política pública de la Coordinación para la autodeterminación de las mujeres de Catania en defensa de los derechos de aborto de la Ley 194, para un refugio para mujeres, contra la violencia sexual, para el desarme unilateral cuando se colocaron misiles estadounidenses en Comiso, y luego, en el Grupo de los Viernes, encontró una fuerte relación política que duró más de veinte años. En 2011, participó en el grupo de café literario Voltapagina. 
En 1986, al concluir la década revolucionaria, Emma Baeri lanzó un encuentro cuerpo a cuerpo en un cuarto cercano entre su cuerpo femenino y el corpus historiográfico . En 1992 esta labor dio a luz a I Lumi e il cerchio. Una esercitazione di storia (Las luces y el círculo: un ejercicio en la historia), un texto que contaminó los géneros: novela, autobiografía, ensayo histórico, poesía, confiando su estridencia mutua al efecto disruptivo del sujeto imprevisto: una mujer, su experiencia biohistórica, en el discurso de la historiografía. Una contaminación necesaria en la transformación de una historia ortodoxa, dedicada a la investigación de los eventos de un reformador de la educación canónica de la Ilustración de la Sicilia del siglo XVIII, Giovanni Agostino De Cosmi, en una historia imprevista, por la incapacidad de los instrumentos de trabajo hereditarios para responder Esta pregunta: ¿Por qué las mujeres, aunque están presentes en la historia, están ausentes de la historiografía? 
En 1989 fue uno de los miembros fundadores de la Società Italiana delle Storiche (Sociedad Italiana de Mujeres Historiadoras), de la cual pasó dos períodos en el cargo de directora. En la Sociedad, inmediatamente se puso a trabajar en la Comisión de Educación, una experiencia de la cual fue curadora del libro Generazioni: Trasmissione della storia e tradizione delle donne (Generaciones: transmisión de la historia y la tradición de las mujeres) de un seminario organizado por la Sociedad. En 1993, 1995 y 2004 en la Escuela de Verano de Historia de la Mujer, primero organizada por la Sociedad en el monasterio cartujo de Pontignano cerca de Siena, y más tarde en Fiesole. Fue miembro del consejo de la Unione Femminile Nazionale (Unión Nacional de Mujeres) y presidenta y miembro del consejo del Archivo de Mujeres Unidas de Milán. 
Sus escritos aparecen en muchos periódicos feministas, como Noi donne, DWF: donnawomanfemme, Lapis, Nosside, Il Paese delle Donne, y dan testimonio de su creciente interés en la metodología de la investigación histórica, en la historia del feminismo italiano, con un enfoque particular. sobre la curaduría de los archivos del movimiento y sobre los vínculos entre feminismo y ciudadanía. 
En 1997, Baeri participó con Annarita Buttafuoco en la preparación de la exhibición Riguardarsi ('cuídate'), una exhibición itinerante de manifiestos del movimiento político de mujeres en Italia. De esta experiencia nació el libro Riguardarsi: Manifesti del Movimento Politico delle Donne en Italia.

## Escritos
Las publicaciones de Baeri incluyen: 
- "Costituzione Articolo Zero: Proposta di Preambolo alla Costituzione della Repubblica Italiana" [8]
- "Desiderio di una Storia, Desiderio di Storia: Esperienze e Riflessioni di Ricerca Didattica e Metodologica" [9]
- "Noi Utopia delle Donne di Ieri, Memoria delle Donne di Domani" [10]
- "Violenza, Conflitto, Desarmo: Pratiche e Riletture Femministe ,[11]
- "Cerniere di cittadinanza: Il protagonismo femminile degli anni Settanta",[12]
- "Cittadina en transición. Spunti di riflessione per una cittadinanza differentnte ",[13]
- "Si può insegnare la passione? A proposito di donne, politica, istituzioni " [14]

En 2012, en una edición limitada, no para la venta, publicó Isola mobile: nipoti, gatti, scritti, un "objeto de libro", como lo llama el autor, que reúne textos dispersos publicados e inéditos, fragmentos de memorias, palabras poéticas y fotografías que ilustran sus tres grandes pasiones: collages, mosaicos y gatos. 